# 中華人民共和國第十二屆全運會羽毛球比賽
中华人民共和国第十二届运动会羽毛球比賽於2013年9月1日至11日在锦州市滨海体育中心体育馆舉行。設有男女子團體、單打、雙打、混雙7個小項，共頒發7面金牌。所有參與賽事的運動員均需通過預賽取得參賽資格。

## 獎牌榜

### 隊伍獎牌榜
| 排名 | 代表团         | 金牌 | 银牌 | 铜牌 | 總數 | 总分 |
| ---- | -------------- | ---- | ---- | ---- | ---- | ---- |
| 1    | 解放军         | 3    | 1    | 2    | 6    | 78   |
| 1    | 福建省         | 3    | 1    | 0.5  | 4.5  | 83   |
| 2    | 湖北省         | 1    | 0    | 1    | 2    | 28   |
| 3    | 辽宁省         | 1    | 0    | 0    | 1    | 55.5 |
| 4    | 重庆市         | 1    | 0    | 0    | 1    | 19.5 |
| 5    | 江苏省         | 0    | 3    | 0    | 3    | 69.5 |
| 6    | 北京市         | 0    | 2    | 0    | 2    | 53   |
| 7    | 广东省         | 0    | 1    | 2    | 3    | 75   |
| 8    | 山东省         | 0    | 0    | 1    | 1    | 35   |
| 9    | 四川省         | 0    | 0    | 1    | 1    | 15   |
| 10   | 江西省         | 0    | 0    | 0.5  | 0.5  | 15   |
| 11   | 浙江省         | 0    | 0    | 0    | 0    | 36   |
| 12   | 湖南省         | 0    | 0    | 0    | 0    | 27   |
| 13   | 上海市         | 0    | 0    | 0    | 0    | 7    |
| 13   | 香港特別行政區 | 0    | 0    | 0    | 0    | 7    |
| 15   | 河北省         | 0    | 0    | 0    | 0    | 6.5  |
| 16   | 广西壯族自治區 | 0    | 0    | 0    | 0    | 6    |
| 總數 | 總數           | 9    | 8    | 8    | 25   | 616  |

### 項目獎牌榜
| 項目             | 金牌 | 银牌                                                                   | 铜牌 |
| 男子團體（詳細） | 福建省 田厚威 郭振东 洪炜 刘成 刘小龙 黄凯祥 张祺 周喆 杨晨 谌龙                                                                                         | 江苏省 徐晨 李昱 孙君杰 陶嘉明 陈金 郭澄 蔡赟 胡乾元 邱彦博 陶嘉乐     | 解放军 赵俊鹏（江西省） 林丹（福建省） 利杰（福建省） 王天阳（四川省） 周煜杰（湖南省） 向栩（湖南省） 熊帅（江西省） 罗成（江西省） 何汉斌（江西省） 吴昕 |
| 女子團體（詳細） | 解放军 汪鑫（辽宁省） 郑雨 李雪芮（重慶市） 潘攀（河北省） 蒋燕皎（江苏省） 刘鑫（广东省） 熊芮（广东省） 沈雅颖（福建省） 肖嘉（福建省） 冯晨（福建省） | 江苏省 惠夕蕊 汤金华 王妍 熊梦静 邵嘉惠 卢兰 王適嫻 何冰娇 孙晓黎 成淑 | 广东省 孙瑜 姚雪 钟倩欣 梅绮丽 邓旋 区冬妮 肖婷 夏静云 何嘉欣 陈清晨                                                                                       |
| 男子單打（詳細） | 林丹（解放军 / 福建省） | 杜鹏宇（北京市）                                                       | 陈跃坤（湖北省） |
| 女子單打（詳細） | 李雪芮（重慶市 / 解放军） | 刘鑫（广东省 / 解放军）                                                | 韩利（四川省） |
| 男子雙打（詳細） | 郭振东（福建省） 洪炜（福建省） | 刘成（福建省） 刘小龙（福建省）                                        | 傅海峰（广东省） 张志君（广东省） |
| 女子雙打（詳細） | 赵芸蕾（湖北省） 王晓理（湖北省） | 成淑（江苏省） 汤金华（江苏省）                                        | 马晋（山东省） 骆羽（山东省） |
| 混合雙打（詳細） | 鲁恺（辽宁省） 于洋（辽宁省） | 张楠（北京市） 于小含（北京市）                                        | 熊帅（江西省 / 解放军） 冯晨（福建省 / 解放军） |

## 參賽隊伍及選手
本屆賽事各隊參賽選手如下：
| 隊伍           | 隊員 |
| -------------- | --- |
| 解放军         | 居方鹏宇、赵俊鹏、林丹、利杰、王天阳、周煜杰、向栩、熊帅、罗成、何汉斌、何汉青、吴昕                     |
| 解放军         | 汪鑫、郑雨、李雪芮、潘攀、蒋燕皎、刘鑫、熊芮、沈雅颖、肖嘉、宋湲、冯晨                                   |
| 北京市         | 吕轶、黄淳甲、张楠、刘雨辰、陈智贲、杜鹏宇、包子龙、戚双双、于小渝、乔斌、黄国星、李根                   |
| 北京市         | 蔡炎炎、丁可欣、曹彤威、王萌妍、张依、张晋康、齐雪霏、谢婧、索敌、陈娇、于小含、陆景辰                   |
| 天津市         | 王鹏、徐琳汉                                                                                             |
| 辽宁省         | 周文龙、杨帆、高欢、刘凯、王振兴、和睦、国凯奕、李俊慧、陈明宇、李鹏、刘沛轩、鲁恺                       |
| 辽宁省         | 于洋、杜婧、魏冰蟾、梁乃时、车博文、苏岚、张晔奇、李盛楠、刘芳华、刁喆、贾琳、谢扬                       |
| 上海市         | 于俊杰、孙明权、史龙飞、俞凌胤、许辛一、顾超、史宏、于昊、吴骏超、忻安奇、谢奕吉、何流、何晶             |
| 上海市         | 王仪涵、祁梦家、胡敏毓、戎致臻、刘迎春、刘梦怡、徐闻斐、陈婷婷、姜玉菁、康依苓、盛莹、唐平阳             |
| 江苏省         | 徐晨、李昱、孙君杰、陶嘉明、康骏、陈金、郭澄、蔡赟、胡乾元、邱彦博、陶嘉乐、徐一鸣                       |
| 江苏省         | 惠夕蕊、汤金华、王妍、熊梦静、邵嘉惠、卢兰、卞碧莲、王適嫻、何冰娇、孙晓黎、成淑、陈淑媛                 |
| 浙江省         | 桑洋、黄宇翔、郭凯、陈宇珅、陶戬琦、王斯杰、郭子羽、杨小鲁、诸葛露凯、郑思维、金嘉祥、王懿律             |
| 浙江省         | 蒋天骄、凌紫乔、王琳、杜芃、邵晶晶、范骅、潘璐、周卉、黄雅琼、李晓、徐瑛超、泮贝贝                       |
| 福建省         | 田厚威、郭振东、洪炜、刘成、刘小龙、欧烜屹、黄凯祥、张祺、王鹏、周喆、杨晨、谌龙                         |
| 福建省         | 蔡佳妮、刘琳琳、许琰榕、黄东萍、王秦丹青                                                                 |
| 江西省         | 伏珊珊                                                                                                   |
| 山东省         | 张默然、刘京儒、郭昱辰、谢滨羽、沈烨、李田、邱子瀚、窦耀纬、周凯南、刘杰、李齐、                         |
| 山东省         | 帅甜甜、魏雅淇、刘洁、赵雪妍、马晋、骆赢、骆羽、汪晓星、杨玉婷、吕泳蓓、王思韵                           |
| 湖北省         | 张诚、陈跃坤、李浔、饶宇强、文凯、李锐、刘明、毕诗俊、李骏杨、张宁一、李河鎏、卢游                       |
| 湖北省         | 方艾娴、张璟、田天、江蕊、李雯、王晓理、陈曦、赵芸蕾、黄颜琳、刘羽琪、杜玥、李茵晖                       |
| 湖南省         | 万泽天、张稳、郑波、柴飚、董帅、曾俊玮、谌卓夫、周泽奇、潘江陆海、鲍春来、林元睿                         |
| 湖南省         | 田卿、包宜鑫、夏欢、陈卉林                                                                               |
| 广东省         | 薛松、傅海峰、李毅生、王睁茗、王鹏、汤俊贤、陈烙勋、姜睿、徐骏杰、曾煜民、张志君、郭俊杰、曾伟杰、廖骏伟 |
| 广东省         | 孙瑜、姚雪、钟倩欣、梅绮丽、王男、邓旋、区冬妮、肖婷、夏静云、何嘉欣、陈清晨、李意、刘英媚               |
| 广西壯族自治區 | 杨佩吉、黄凯郦、雷莉、陈晓欣、陈家媛、陆璐、邓羽婷、唐渊渟、刘彦伶、黄蒙苗、徐嘉韵                       |
| 四川省         | 董笑 |
| 四川省         | 吴茜茜、赵莹莹、陈洁、徐蔚、杨永佳、吴丽霞、韩利、夏春雨、戴仪、贾微、杨嘉璐、刘紫蝶                     |
| 香港特別行政區 | 陳仁傑、羅卓謙、譚進希、陳子傑、李晉熙、黃永棋、王偉康、伍家朗、盧洛棋、陳潤龍、胡贇、魏楠               |
| 香港特別行政區 | 葉姵延、石曉瑤、曾穎昭、陳祉嘉、張雁宜、周凱華、張櫻美、潘樂恩、謝影雪、袁倩瀅、陳虹蓉                   |